# Список генеральних консулів КНР у Кванджу
Нижче наведений список генеральних консулів Китайської Народної Республіки у Кванджу, Південна Корея.

## Список

### 2006-2009
23 березня 2007 року було офіційно відкрито Консульський відділ Посольства КНР в Кореї в місті Кванджу.
| Генеральний консул | Дата призначення | Дата звільнення |
| ------------------ | ---------------- | --------------- |
| Хе Їн              | Жовтень 2006     | Квітень 2009    |

### З 2009
20 жовтня 2008 року між Китаєм та Південною Кореєю була досягнута домовленість про створення Китаєм Генерального консульства у Кванджу, а 18 червня 2009 року Генеральне консульство у Кванджу було офіційно відкрито.
| Генеральний консул | Дата призначення | Дата вступу на посаду | Дата звільнення |
| ------------------ | ---------------- | --------------------- | --------------- |
| Янь Фенлань        | Травень 2009     |                       | Липень 2012     |
| Тен Аньцзюнь       | Серпень 2012     | 3 серпня 2012         | Листопад 2013   |
| Ван Сяньмінь       | Грудень 2013     | 27 грудня 2013        | Квітень 2016    |
| Сунь Сяньюй        | Травень 2016     | 3 травня 2016         | Липень 2020     |
| Чжан Ченґан        | Липень 2020      | 31 липня 2020         |                 |